# Fédor Löwenstein
Pour les articles homonymes, voir Löwenstein (homonymie).
Fédor Löwenstein (parfois Fedor Loevenstein), né le 13 avril 1901 à Munich et décédé le 4 août 1946 à Nice, est un peintre tchécoslovaque d'origine juive. Il signait ses œuvres sous le nom de F. Loevenstein.

## Biographie

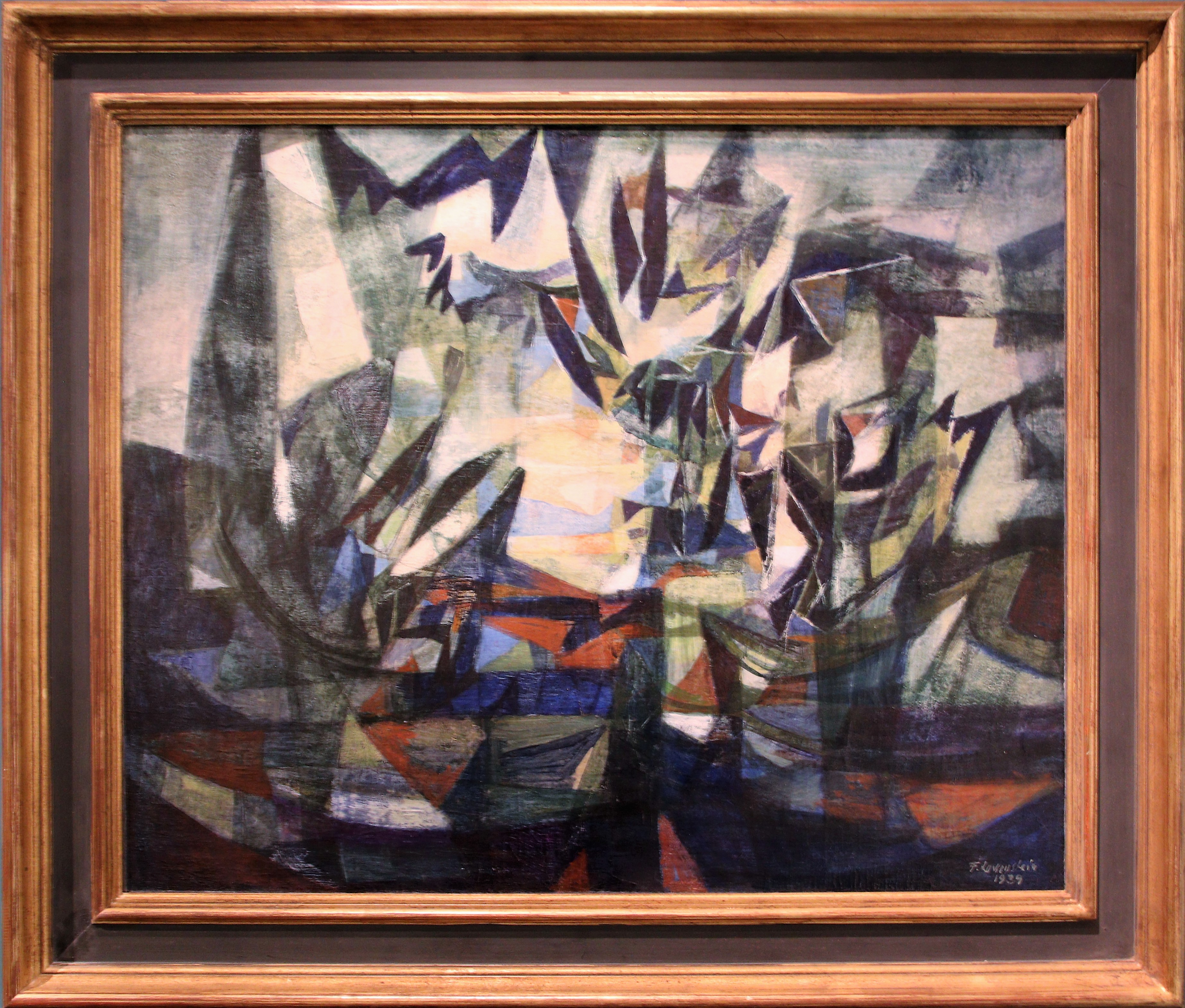
Composition, 1939.

Peintre d'origine tchécoslovaque, Fédor Löwenstein fait ses études à l'École des arts décoratifs de Berlin puis à l'Académie des beaux-arts de Dresde. C'est en 1923 qu'il rejoint la France et prend part au mouvement artistique de l'École de Paris, désigné comme tel par le journaliste André Warnod. Influencé par le cubisme puis par l'abstraction, il rejoint en 1936 le groupe de Surindépendants, qui lui organise une exposition personnelle en 1939. Lorsque la guerre éclate, il quitte la capitale pour se rendre à Mirmande (Drôme) et s'y installe en 1940. En 1943, il profite du réseau de la résistance qui protège de nombreux peintres juifs de Mirmande. À l'automne de la même année, malade, il se rend à Paris où il restera jusqu'à la fin de la guerre. Toujours très malade, il sera hospitalisé à Nice en 1946 et décédera peu de temps après.

## Expositions

### Salons
- 1925 : Salon d'automne, Nature morte[5]
- 1927 : Salon d'automne, Nu assis[5]
- 1933 : Salon d'automne, Nature morte[5]
- 1936-1939 : Salon des Surindépendants[6]
- 1944 : Salon de Mai à la Galerie Pierre Maurs
- 1945 : Salon des indépendants[7]

### Autres expositions
- 1939 : Pour la Tchécoslovaquie: hommage a un pays martyr. Office du tourisme tchécoslovaque de Paris[8]
- 1939 : Exposition de peinture tchécoslovaque. Darney (Vosges)
- 1940 : L'art tchécoslovaque en France. Galerie des Beaux-Arts de Paris
- 1945 : Exposition d'un groupe d'artistes tchécoslovaques résidant en France.
- 1945 : Galerie de La Gentilhommière, boulevard Raspail[9]
- 1962 : Exposition rétrospective. Galerie Blumenthal, Paris
- 2014 : Fédor Löwenstein (1901-1946) : trois œuvres martyres. Musée des beaux-arts de Bordeaux[3]